# 缘紫蛤
是帘蛤目紫云蛤科拟紫云蛤属的一种。主要分布于韩国、中国大陆、台湾，常生活于河口及河流最下游地区。
现接受名为缘地蛤（Gari virescens Deshayes, 1855)。